# Constance Wu

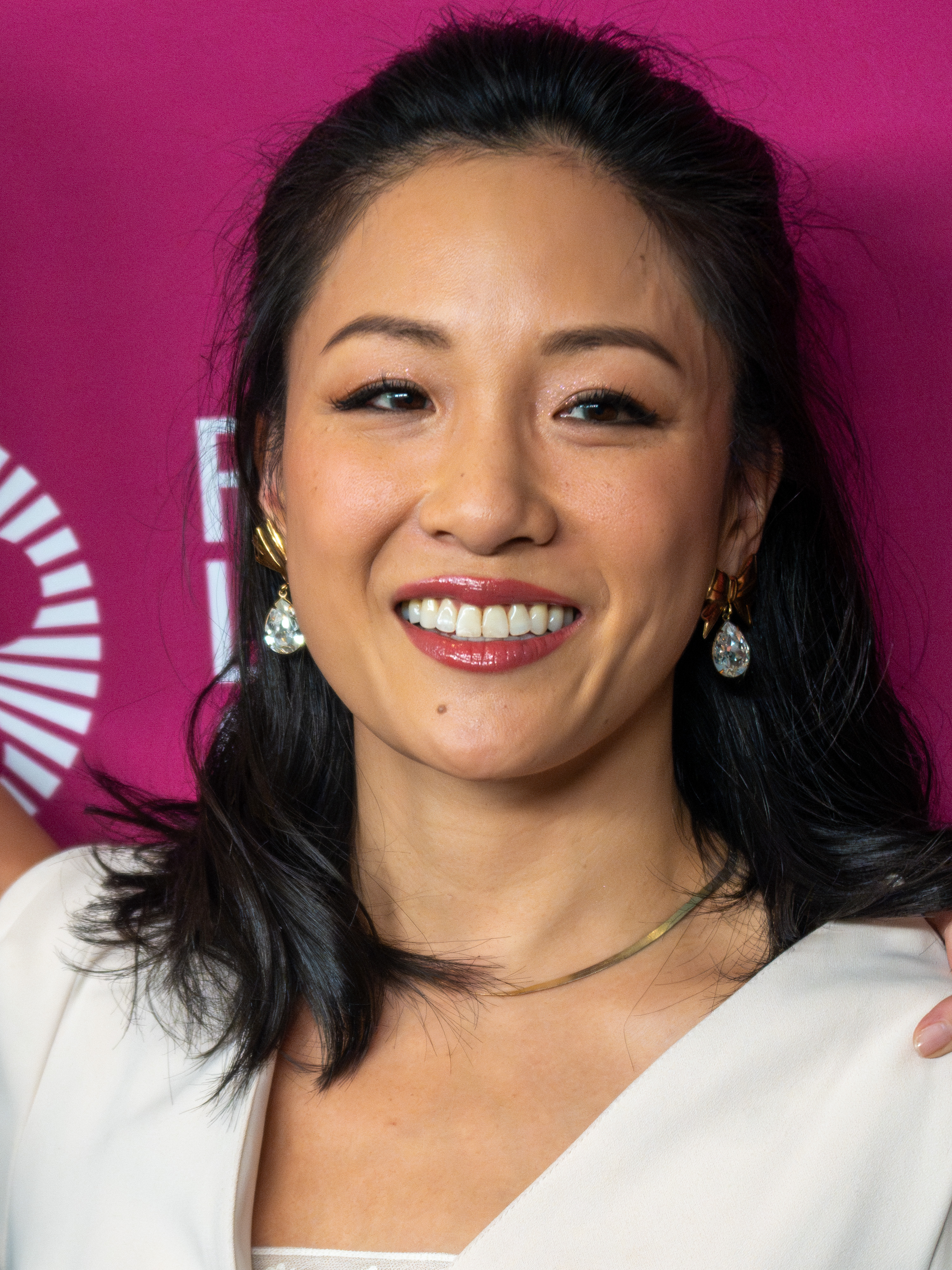
Constance Wu (2024)

Constance Tianming Wu (* 22. März 1982 in Richmond, Virginia) ist eine US-amerikanische Schauspielerin.

## Leben
Wu wuchs mit drei Schwestern in ihrer Heimatstadt Richmond, Virginia, auf. Ihre Eltern sind taiwanische Einwanderer aus Taipei City, ihr Vater arbeitet als Biologieprofessor an der Virginia Commonwealth University und ihre Mutter als Programmiererin. Sie absolvierte die Douglas S. Freeman High School, in der sie zur Schauspielerei fand. Während ihrer Schulzeit besuchte sie einen Kurs im Lee Strasberg Theatre and Film Institute. Mit einem Bachelor in darstellendem Spiel schloss Constance Wu die State University of New York at Purchase’s Conservatory of Theatre Arts ab. Nach dem College studierte sie Psycholinguistik.
Constance Wu debütierte 2006 im Drama Stephanie Daley. Es folgten diverse Nebenrollen in Fernsehproduktionen. 2010 zog sie schließlich nach Los Angeles um. Einem breiteren Publikum bekannt wurde sie 2012 als Kathy in der Webserie EastSiders und ab 2015 als Jessica Huang in der ABC-Sitcom Fresh Off the Boat. In der romantischen Komödie Crazy Rich (2018) war sie an der Seite von Henry Golding zu sehen. 2019 übernahm sie die Hauptrolle in Lorene Scafarias Film Hustlers.
2017 zählte sie zur Time 100 Liste der einflussreichsten Menschen.
Ende Juni 2020 wurde Wu ein Mitglied der Academy of Motion Picture Arts and Sciences.
Im Sommer 2020 brachte Wu mit ihrem Partner Ryan Kattner ihr erstes Kind zur Welt, ein Mädchen. 2023 wurde das Paar Eltern eines Sohnes.

## Filmografie (Auswahl)
- 2006: Stephanie Daley
- 2006: The Architect
- 2006: Law & Order: Special Victims Unit (Fernsehserie, Folge 8x07)
- 2007: Liebe, Lüge, Leidenschaft (One Life to Live, Fernsehserie, drei Folgen)
- 2007: Year of the Fish
- 2011: Sound of My Voice
- 2011: Torchwood (Fernsehserie, Folge 4x08)
- 2012–2017: EastSiders (Fernsehserie, 13 Folgen)
- 2012: Watching TV with the Red Chinese
- 2012: Middle Ages (Fernsehfilm)
- 2013: Best Friends Forever
- 2013: Browsers (Fernsehfilm)
- 2013: Covert Affairs (Fernsehserie, Folge 4x04)
- 2013: Deadly Revenge (Fernsehfilm)
- 2014: Electric Slide
- 2014: Spooked (Fernsehserie, drei Folgen)
- 2014: High Moon (Fernsehfilm)
- 2014: Franklin & Bash (Fernsehserie, Folge 4x08)
- 2015: Parallels – Reise in neue Welten (Parallels)
- 2015: Childrens Hospital (Fernsehserie, Folge 6x07)
- 2015–2020: Fresh Off the Boat (Fernsehserie, 116 Folgen)
- 2016: Royal Pains (Fernsehserie, Folge 8x03)
- 2017: Dimension 404 (Fernsehserie, Folge 1x05)
- 2017: The Feels
- 2017: The LEGO Ninjago Movie (Stimme)
- 2018: All the Creatures Were Stirring
- 2018: Crazy Rich (Crazy Rich Asians)
- 2018: Next Gen – Das Mädchen und ihr Roboter (Next Gen, Stimme)
- 2019: Hustlers
- 2021: I Was a Simple Man
- 2021: Der Wunschdrache (Wish Dragon, Stimme)
- 2021: Solos (Fernsehserie, Folge 1x05)
- 2022: The Terminal List – Die Abschussliste (The Terminal List, Fernsehserie, 8 Folgen)
- 2022: Lyle – Mein Freund, das Krokodil (Lyle, Lyle, Crocodile)
- 2022: East Bay
- 2023–2024: Velma (Fernsehserie, 21 Folgen, Stimme)
- 2024: Loyal Friend (The Friend)

## Auszeichnungen und Nominierungen
Golden Globe Award
- 2019: Nominierung als Beste Hauptdarstellerin – Komödie oder Musical für Crazy Rich

Screen Actors Guild Award
- 2019: Nominierung für das beste Schauspielensemble für Crazy Rich

Critics’ Choice Television Award
- 2015: Nominierung als beste Hauptdarstellerin in einer Comedyserie für Fresh Off the Boat
- Jan. 2016: Nominierung als beste Hauptdarstellerin in einer Comedyserie für Fresh Off the Boat
- Dez. 2016: Nominierung als beste Hauptdarstellerin in einer Comedyserie für Fresh Off the Boat
- 2018: Nominierung als beste Hauptdarstellerin in einer Comedyserie für Fresh Off the Boat

Critics’ Choice Movie Award
- 2019: Nominierung als beste Schauspielerin in einer Komödie für Crazy Rich